# Homalomorpha
Homalomorpha is een geslacht van kevers uit de familie van de loopkevers (Carabidae). De wetenschappelijke naam van het geslacht is voor het eerst geldig gepubliceerd in 1835 door Brulle.

## Soorten
Het geslacht Homalomorpha is monotypisch en omvat slechts de volgende soort:
- Homalomorpha castanea Brulle, 1835